# Coupe Memorial 1995
Navigation
Édition précédente Édition suivante
L'édition 1995 de la Coupe Memorial est présenté du 13 au 21 mai 1995 à Kamloops, Colombie-Britannique. Elle regroupe les champions de chacune des divisions de la Ligue canadienne de hockey, soit la Ligue de hockey junior majeur du Québec (LHJMQ), la Ligue de hockey de l'Ontario (LHO) et la Ligue de hockey de l'Ouest (LHOu)

## Équipes participantes
- Les Olympiques de Hull représente la Ligue de hockey junior majeur du Québec.
- Le Red Wings Junior de Détroit représente la Ligue de hockey de l'Ontario.
- Les Wheat Kings de Brandon représente la Ligue de hockey de l'Ouest.
- Les Blazers de Kamloops de la LHOu en tant qu'équipe hôte.

## Classement de la ronde Préliminaire
| Équipe                      | PJ | V | D | BP | BC | Pts |
| --------------------------- | -- | - | - | -- | -- | --- |
| Blazers de Kamloops         | 3  | 3 | 0 | 15 | 10 | 6   |
| Red Wings Junior de Détroit | 3  | 2 | 1 | 13 | 10 | 4   |
| Wheat Kings de Brandon      | 3  | 1 | 2 | 16 | 12 | 2   |
| Olympiques de Hull          | 3  | 0 | 3 | 5  | 18 | 0   |

## Résultats

### Résultats du tournoi à la ronde
Voici les résultats du tournoi à la ronde pour l'édition 1995 :

## Effectifs
Voici la liste des joueurs des Blazers de Kamloops, équipe championne du tournoi 1995 :
- Entraîneur : Don Hay
- Gardiens : Rod Branch et Randy Petruk.
- Défenseurs : Nolan Baumgartner, Greg Hart, Jason Holland, Aaron Keller, Brad Lukowich, Keith McCambridge et Jeff Oldenborger.
- Attaquants : Jeff Ainsworth, Jeff Antonovich, Ashley Buckberger, Shane Doan, Hnat Domenichelli, Ryan Huska, Jarome Iginla, Donnie Kinney, Bob Maudie, Shawn McNeil, Tyson Nash, Jason Strudwick, Darcy Tucker, Ivan Vologjaninov et Bob Westerby.

## Honneurs individuels
- Trophée Stafford-Smythe (meilleur joueur) : Shane Doan (Blazers de Kamloops)
- Trophée George-Parsons (meilleur esprit sportif) : Jarome Iginla (Blazers de Kamloops)
- Trophée Hap-Emms (meilleur gardien) : Jason Saal (Red Wings Junior de Détroit)

Équipe d'étoiles :
- Gardien : Jason Saal (Red Wings Junior de Détroit)
- Défenseurs : Nolan Baumgartner (Blazers de Kamloops) — Bryan McCabe (Wheat Kings de Brandon)
- Centre : Darcy Tucker (Blazers de Kamloops)
- Ailier gauche : Sean Haggerty (Red Wings Junior de Détroit)
- Ailier droit : Shane Doan (Blazers de Kamloops)